# Al-Mokawloon
Al-Mokawloon é um clube de futebol do Egito. Disputa atualmente a Primeira Liga Egípcia.

## História
El Mokawloon, é um clube de futebol egípcio baseado em Nasr , Cairo . Fundada em 1973 pelo engenheiro, empreiteiro, empresário e político Osman Ahmed Osman.
Este é o time que Mohamed Salah iniciou a carreira.
Um dos melhores goleiros do continente africano na história, Joseph-Antoine Bell teve grande destaque pelo clube.

## Títulos
| CONTINENTAIS | CONTINENTAIS            | CONTINENTAIS | CONTINENTAIS       |
|              | Competição              | Títulos      | Temporadas         |
| ------------ | ----------------------- | ------------ | ------------------ |
|              | Recopa da CAF           | 3            | (1982, 1983, 1996) |
| NACIONAIS    |                         |              |                    |
|              | Competição              | Títulos      | Temporadas         |
| Egito        | Egyptian Premier League | 01           | 1982-83            |
| Egito        | Copa do Egito           | 03           | 1990, 1995, 2004   |
| Egito        | Supercopa do Egito      | 01           | 2004               |

## Treinadores
| - Michael Krüger (1996–97) - Josef Hickersberger (1997–99) - Hassan Shehata (2004–05) - Ghanem Sultan (2005) - Mohamed Radwan (2005–06) - Taha Basry (2006–07) - Alaa Nabiel (2007–08) - Mohamed Radwan (2008–09) - Mohamed Amer (2009–10) | - Hamza El Gamal (2010) - Ivica Todorov (2010–11) - Mohamed Radwan (2011–12) - Talaat Youssef (2012) - Mohamed Abdel-Samiea (2013) - Hamdi Nouh (2013) - Mohamed Radwan (2013) - Hassan Shehata (2014–15) - Tarek El-Ashry (2015–16) |